# Засухин, Александр Федосеевич
Алекса́ндр Федосе́евич Засу́хин (15 июля 1928, Свердловск — 15 августа 2012) — советский боксёр полулёгкой весовой категории, выступал за сборную в 1950-е годы. Четырёхкратный чемпион СССР, дважды серебряный призёр чемпионатов Европы, победитель Всемирных студенческих игр, участник летних Олимпийских игр в Хельсинки. На соревнованиях представлял спортивное общество «Динамо», заслуженный мастер спорта. Также известен как тренер по боксу, доцент, кандидат педагогических наук.

## Биография
Родился 15 июля 1928 года в Свердловске. Активно заниматься боксом начал в добровольном спортивном обществе «Динамо» под руководством заслуженного тренера Льва Вяжлинского.
Первого серьёзного успеха на ринге добился в 1950 году, когда выиграл в легчайшем весе первенство Советского Союза. В 1952 году перешёл в полулёгкую весовую категорию, выиграл серебряную медаль первенства СССР и благодаря череде удачных выступлений удостоился права защищать честь страны на летних Олимпийских играх в Хельсинки, на первом в истории советского бокса олимпийском турнире. Планировал побороться здесь за медали, но тренеры поставили его в непривычную категорию до 60 кг, и спортсмен уже во втором своём бою проиграл британцу Фредди Рирдону.
На чемпионате СССР 1953 года Засухин занял третье место, также в этом сезоне поучаствовал в состязаниях чемпионата Европы в Варшаве, где сумел дойти до финала и получил серебряную награду. В 1954 году во второй раз стал чемпионом Советского Союза, кроме того, победил на Всемирных студенческих играх, а год спустя вновь побывал на европейском первенстве и вновь удостоился серебра. В 1956 и 1957 годах Александр Засухин ещё дважды был лучшим в стране, одержал победу на I летней Спартакиаде народов СССР, в 1958 году за выдающиеся достижения на ринге ему было присвоено звание заслуженного мастера спорта.
Покинув ринг, проходил обучение в Краснодарском государственном институте физической культуры, после окончания учёбы работал здесь преподавателем, вскоре стал профессором, кандидатом педагогических наук.
Некоторое время состоял в спорткомитете Пермской области, как тренер по контракту помогал боксёрам из Болгарии.
Последние годы жизни посвятил тренерской работе во дворце спорта «Спартак» в городе Краснодаре, где пользовался огромным уважением и авторитетом у спортсменов и считался самым опытным тренером. Запомнился своим ученикам очень скромным, но в то же время очень интересным, обладающим огромными познаниями в области бокса тренером, которые старался уже в преклонном возрасте, несмотря на проблемы со здоровьем, передать молодому поколению.
В Екатеринбурге и Перми ежегодно проходят боксёрские турниры имени А. Ф. Засухина. В 2015 году установлена мемориальная доска на доме в Екатеринбурге, где жил А. Ф. Засухин (улица Куйбышева, 48).
Младший брат Алексей тоже был довольно известным боксёром, становился чемпионом СССР, выигрывал серебро чемпионата Европы.

## Награды
- Орден «Знак Почёта» (27.04.1957) — «за успехи, достигнутые в деле развития массового физкультурного движения в стране, повышения мастерства советских спортсменов, и успешное выступление на международных соревнованиях»
- ордена и медали Народной республики Болгария